# Wolfgang Künzel
Wolfgang Künzel (* 28. Juli 1936 in Zwickau) ist ein deutscher Gynäkologe und Geburtshelfer.

## Leben
Wolfgang Künzel begann an der Philipps-Universität Marburg Medizin zu studieren. 1955 wurde er im Corps Teutonia zu Marburg aktiv. Als Inaktiver wechselte er an die Christian-Albrechts-Universität zu Kiel. Dort wurde er 1962 zum Dr. med. promoviert. Er durchlief die Facharztausbildung und wurde 1971 Oberarzt an der Medizinischen Hochschule Hannover. Dort habilitierte er sich 1971. Nach einem Forschungsaufenthalt von 1976 bis 1979 an der State University of New York ging er als Oberarzt an die Julius-Maximilians-Universität Würzburg. 1980 wurde er als einer der jüngsten C4-Professoren auf den Lehrstuhl für Gynäkologie und Geburtshilfe der Justus-Liebig-Universität Gießen berufen. Als Direktor leitete er die Gießener Universitätsfrauenklinik bis zu seiner Emeritierung im Jahre 2002. Zu seinem Nachfolger wurde Hans-Rudolf Tinneberg berufen.
Künzel war Mitglied der Ethikkommission der Universität sowie Mitglied zahlreicher nationaler und internationaler Gesellschaften und Kommissionen und Gutachter in der Landesärztekammer. Er war Co-Editor in Chief des European Journal of Obstetrics, Gynaecology and Reproductive Biology und Mitherausgeber von der Fachzeitschrift Der Gynäkologe.
Von 1994 bis 1996 war er Präsident der Deutschen Gesellschaft für Gynäkologie und Geburtshilfe. In seinem letzten Präsidentschaftsjahr organisierte er den Gynäkologenkongress in Dresden.

## Ehrungen
- Verdienstorden der Bundesrepublik Deutschland, Bundesverdienstkreuz am Bande[4]
- Fellow of the Royal College of Obstetricians and Gynaecologists (FRCOG)
- Fellow of the European Board and College of Obstetrics and Gynaecology (FEBCOG)
- Ehrenmitglied der Deutschen Gesellschaft für Gynäkologie und Geburtshilfe
- Wahl in die Deutsche Akademie der Naturforscher Leopoldina (1997)[5]
- Ehrenmitglied der Deutschen Gesellschaft für Perinatale Medizin (2009)[6]
- Dr. Richard Hammer-Medaille der Landesärztekammer Hessen (1996)[7]

## Schriften
- Tokolyse: Stellenwert beim vorzeitigen Blasensprung, bei gestörtem intrauterinem Wachstum und bei operativen Entbindungen. Springer-Verlag, Berlin 1984, ISBN 3-540-13757-2
- Fetal heart rate monitoring: Clinical practice and pathophysiology. Springer-Verlag, Berlin 1984, ISBN 3-540-15313-6
- mit Karl-Heinrich Wulf: Frühgeburt. Urban & Schwarzenberg, 1997, ISBN 3-541-30721-8
- CTG-Buch: schreiben! verstehen! handeln!. Urban & Fischer, München 2002, ISBN 3-437-22770-X